# Kim Min-jeong
Kim Min-jeong (김민정?; 12 settembre 1996) è una calciatrice sudcoreana, portiere dello Hyundai Red Angels e della nazionale sudcoreana.

## Carriera

### Nazionale
Kim inizia ad essere convocata dalla federazione calcistica della Corea del Sud (Daehan Chukgu Hyeophoe - Korea Football Association - KFA) dal 2015 per indossare la maglia della formazione Under-20 per poi essere convocata per disputare il Mondiale di Papua Nuova Guinea 2016 dove la sua nazionale, inserita nel gruppo D e vittoriosa con il solo Venezuela non supera la fase a gironi. Con la U-20 tra il 2015 e il 2016 totalizza 10 presenze.
Chiamata dal Commissario tecnico Yoon Deok-yeo a vestire la maglia della nazionale maggiore, fa il suo debutto nell'amichevole del 7 giugno 2016 con la Birmania.
Ottenuto l'accesso al Mondiale di Francia 2019 con il quinto posto nella Coppa delle nazioni asiatiche di Giordania 2018, Yoon la inserisce anche nella lista delle 23 calciatrici convocate comunicata il 17 maggio 2019.

## Palmarès

### Club
- Campionato sudcoreano: 2

Hyundai Red Angels: 2018, 2019